# Sant'Agnese - Annibaliano (métro de Rome)
Sant'Agnese/Annibaliano est une station de la ligne B du métro de Rome. Elle tient son nom de sa localisation sur le Piazzale Annibaliano et près de la basilique Sainte-Agnès-hors-les-Murs, dans la zone nord-est de Rome.

## Situation sur le réseau
Établie en souterrain, la station Sant'Agnese - Annibaliano est située sur la branche B1 de la ligne B du métro de Rome, entre les stations Libia, en direction de Jonio, et Bologna, en direction de Laurentina.

## Histoire
La station de métro, en chantier de construction depuis 2005, a été inaugurée le 13 juin 2012 lors de l'ouverture de la branche nord-ouest ou B1 de la ligne.

## À proximité
La station est située au centre du quartier Trieste, sur l'important axe de circulation constitué par le Corso Trieste, le Viale Eritrea et le Viale Libia. Elle permet d'atteindre notamment :
- l'église Santa Costanza
- la basilique Sainte-Agnès-hors-les-Murs
- la catacombe de Priscille
- le complexe architectural du quartier Coppedè
- les parcs villa Ada, villa Paganini, parco Virgiliano